# Stadionul Nicolae Rainea
Stadionul Nicolae Rainea (în trecut Stadionul Dunărea) este cel mai mare stadion din Galați, găzduind mai multe evenimente. Are o capacitate de 24.000 de locuri, dintre care 8.000 sunt pe scaune, începand cu anul 2004. Atunci, stadionul Dunărea a fost renovat ca urmare a faptului că aici și-a disputat jocurile de pe teren propriu formația Oțelul Galați, iar pentru a fi omologat, avea nevoie de cel puțin 7.000 de locuri pe scaune. La inaugurarea sa, capacitatea totală era de aproximativ 35.000 de locuri, dar, odată cu montarea scaunelor, capacitatea totală a scăzut la 23.000 de locuri. 
În 2011, odată cu câștigarea campionatului României de către Oțelul Galați, primăria municipiului împreună cu conducerea clubului Oțelul au anunțat investiții importante pentru modernizarea stadionului ca să se poată evolua în Liga Campionilor pe teren gălățean. Stadionul Dunărea a fost singurul stadion sculptat și nu ridicat ca alte arene din România.
Pe acest stadion s-au desfășurat două evenimente importante, pe lângă meciurile de fotbal normale. Primul a fost meciul din Cupa UEFA dintre Oțelul Galați și Juventus Torino, încheiat cu victoria gălățenilor, scor 1-0, meci la care au fost aproximativ 40.000 de oameni, adunați pe stadion și prin jurul acestuia, iar al 2-lea eveniment de marcă a fost Forța Zu 2019, concert la care au participat peste 60.000 de gălățeni.

## Controversă
În decembrie 2011, Consiliul Local Galați a hotărât(fără dezbatere publică) să schimbe numele din Dunărea în Nicolae Rainea. Sportivi care au evoluat pe acest stadion și inclusiv fostul mare arbitru au contestat această decizie.